# Das Messie-Team
Das Messie-Team – Start in ein neues Leben war eine Reality-TV-Show, die die Einsätze von Entrümpelungsprofi Dennis Karl und der Messie-Therapeutin Sabina Hirtz zeigen. Diese Sendung lief von 2011 bis 2014.

## Inhalt
Die Serie Das Messie-Team – Start in ein neues Leben handelte von Betroffenen die unter dem sogenannten Messie-Syndrom leiden und denen ein Start in ein neues Leben geebnet wurde. Dennis Karl kümmerte sich hierbei um die technischen Angelegenheiten wie das Räumen oder das Renovieren des Haushaltes. Sabina Hankel-Hirtz begleitete mit psychotherapeutischen Mitteln.
Jede Episode begann mit der Vorstellung des oder der jeweiligen Betroffenen, es gab Einblicke in den Zustand der Wohnung oder des Hauses. Gemeinsam mit den Betroffenen wurde mit einem Farbenspiel festgelegt, welche Dinge entsorgt werden können (grüner Punkt) und was auf keinen Fall wegdarf (roter Punkt). Sobald dieser Sachverhalt geklärt war, wurde der Haushalt zur Räumung durch das Entrümpelungsteam freigegeben. War der Haushalt wieder begehbar, säuberte diesen gleich ein Reinigungsunternehmen und traf somit die Vorbereitungen für das anschließende Renovierungsteam, das den Haushalt wieder bewohnbar machte. Nach erfolgter Bestückung des Haushaltes mit teils vorhandenen und teils neuen Einrichtungsgegenständen wurde die Wohnung für den Betroffenen, welcher für die Dauer der Arbeiten im Hotel unterkam, wieder frei gegeben. Es sollte erreicht werden, dass der Betroffene durch diese Möglichkeit des Neuanfangs und die therapeutische Behandlung wieder in der Lage war, künftig ein geordnetes Leben zu führen.

## Hintergrund
In Deutschland sind knapp 2 Millionen Menschen vom Messie-Syndrom betroffen. Dennis Karl ist in Kassel Inhaber eines Schädlingsbekämpfungsunternehmens und räumt Messie-Wohnungen. Sabina Hankel-Hirtz betreibt bei Hamburg eine Praxis für klinische Hypnose- und Körpertherapie, Coaching & Mediation. Zeitgleich liefen noch andere, thematisch verwandte Sendungen im deutschen Privatfernsehen wie:
- Einsatz in 4 Wänden – Spezial (RTL)
- Messie-Alarm! (Sat.1)
- Achtung Messies! Deutschland räumt auf, kabel eins (4 Folgen, 2011)[7]
- Raus aus dem Messie-Chaos – rein ins Leben, kabel eins (10 Folgen in 2 Staffeln, 2011–2012)[8]

## Rezeption

### Fernsehkritiken
Henning Ohlsen von Meedia bezeichnete die Sendung als „Ekel-TV“ und „Trash-TV“ und bemängelte, dass der Sender „voll in die Prekariatskerbe“ schlage.
Auch die Fernsehkritik von Carin Pawlak im Focus benennt sie als „neuen Namen“ für „Ekel-TV“ und beschrieb diese Art der Aufbereitung von „Krankheiten für den TV-Katastrophen-Zapp-Tourismus“ als „widerlich“.
Die Fernsehkritik von Daniela Zinser im Nachrichtenmagazin Der Spiegel tituliert die Sendung als „Voyeurismus-Fernsehen“ und warnt vor der Moderatorin mit dem Ausspruch: „Öffnen Sie dieser Frau nie die Tür!“. Die Therapiemethoden der Moderatorin werden mit deren Nachnamensinitialen  als „H.H. - Herabwürdigen und Heulenlassen“ umschrieben. Weiterhin wird kritisiert, dass sie dazu neigt, die Menschen „vorzuführen“.

### Einschaltquoten
Mit der ersten Staffel der neuen Doku-Soap konnte RTL II sehr zufrieden sein. Alle sechs Folgen liefen deutlich überdurchschnittlich.
Mit durchschnittlich 1,42 Millionen Zuschauern und einem Marktanteil von 4,7 Prozent konnte die Auftaktfolge am 5. Juli 2010 einen sehr ordentlichen Auftakt hinlegen. In der wichtigen werberelevanten Zielgruppe sahen 0,92 Millionen Menschen zu, mit 7,9 Prozent lag man über zwei Prozentpunkte oberhalb des Senderschnitts. In der zweiten Sendewoche steigerte sich die Sendung beim Gesamtpublikum auf 5,0 Prozent.
Sieben Tage später stieg das Interesse deutlich, mit 1,82 Millionen konnte die Zuschauerzahl beinahe um eine halbe Million erhöht werden. Mit 6,3 Prozent lag der Marktanteil bei allen Zuschauern sogar oberhalb des normalen Niveaus des Senders in der werberelevanten Zielgruppe. Hier erreichte das Format an diesem Tag sogar 9,1 Prozent aller Fernsehenden, die Reichweite betrug 0,98 Millionen. Mit 6,0 Prozent bei allen sowie 8,7 Prozent bei den jungen Zuschauern konnten die Programmverantwortlichen nach wie vor sehr glücklich sein.
Noch 1,38 Millionen Menschen sahen die fünfte Folge. Der Marktanteil lag bei 5,5 Prozent des erreichbaren Publikums. Bei den 14- bis 49-Jährigen wollten 0,83 Millionen zusehen, hier stieg der Anteil am Gesamtmarkt sogar noch auf 8,8 Prozent. Das Staffelfinale sahen sich am 9. August immerhin wieder 1,58 Millionen an. In der umworbenen Zielgruppe wurden noch 0,87 Millionen unterhalten.
Insgesamt wollten die sechs Ausgaben im Schnitt 1,55 Millionen Menschen sehen, der damit verbundene Marktanteil lag bei tollen 5,5 Prozent. In der besonders wichtigen werberelevanten Zielgruppe konnte «Das Messie-Team» im Schnitt 0,88 Millionen Menschen erreichen, der daraus resultierende Marktanteil betrug 8,2 Prozent. Der Normalwert des Senders lag zuletzt bei 5,8 Prozent.
Auch der Quotenmeter schrieb:
„In diesem Sommer entwickelte sich das neue Doku-Format «Das Messie-Team» bei RTL II zum Quoten-Überraschungshit. Mit Marktanteilen in der Zielgruppe, die immer deutlich oberhalb des Senderdurchschnitts lagen, konnte RTL II an jedem Dienstagabend rechnen. Am besten lief es Mitte Juli, als 9,1 Prozent bei den 14- bis 49-Jährigen gemessen wurden. Zum Finale der ersten Staffel musste die Sendung zwar wieder einige Marktanteile abgeben, blieb aber dennoch erfolgreich.“